# Linowo (Purda)
Linowo (deutsch Leynau, 1938 bis 1945 Leinau) und Linowo (Osada) sind Orte in der polnischen Woiwodschaft Ermland-Masuren. Sie gehören zur Gmina Purda (Landgemeinde Groß Purden) im Powiat Olsztyński (Kreis Allenstein).

## Geographische Lage
Das Dorf Linowo liegt am Südufer des Leynauer Sees (1938 bis 1945 Leinauer See, polnisch Jezioro Linowskie) im Westen der Woiwodschaft Ermland-Masuren, acht Kilometer südöstlich der Kreis- und Woiwodschaftshauptstadt Olsztyn (deutsch Allenstein).

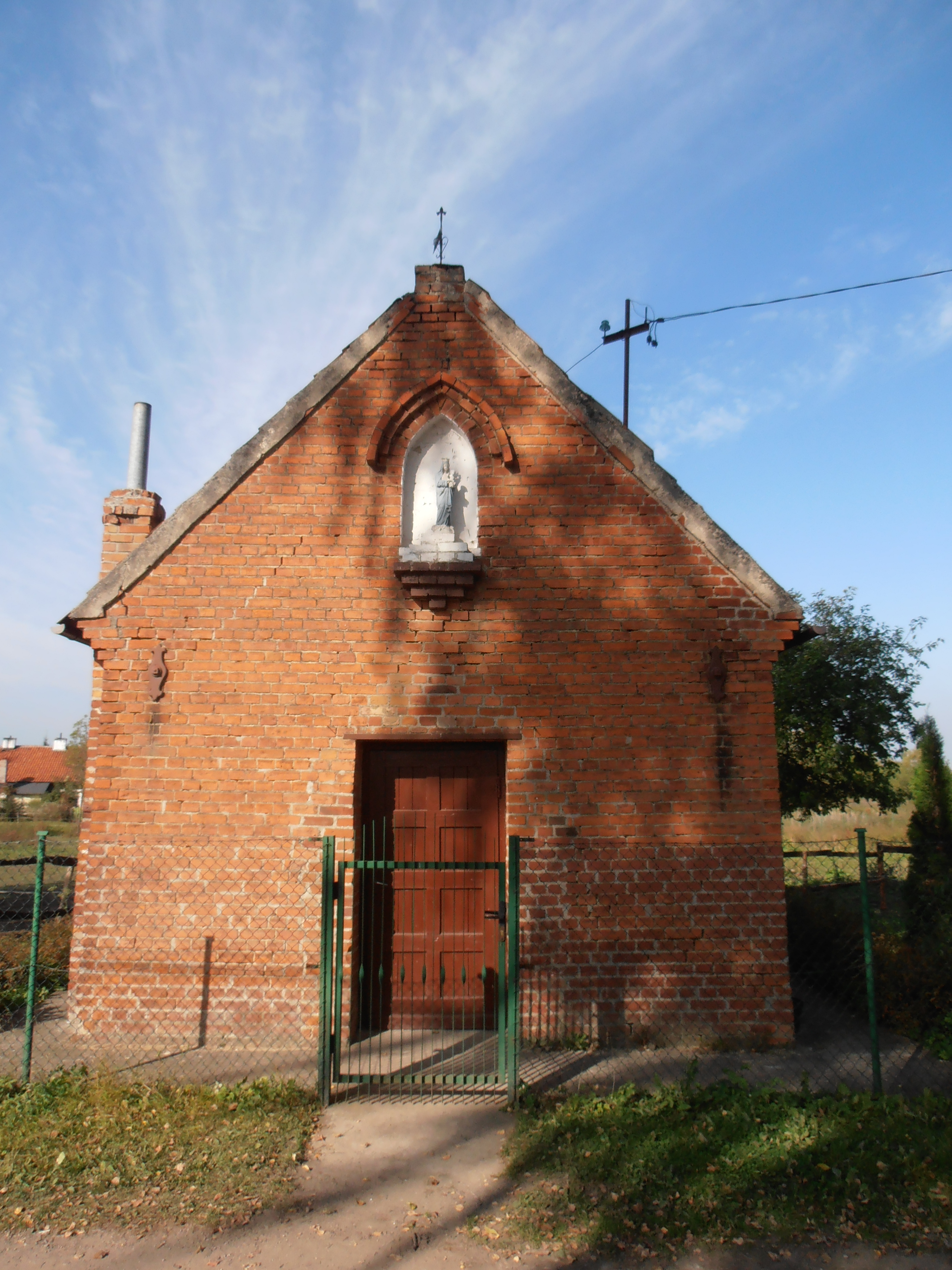
Bildstock in Linowo

Die Siedlung (polnisch Osada) liegt etwa zwei Kilometer südwestlich des Dorfes.

## Geschichte

### Das Dorf Linowo
Das seinerzeit Lynow (vor 1785 Laynau) genannte Dorf wurde im Jahre 1348 gegründet, als am 23. Mai desselben Jahres die Prußen Theodorico, Dangli Willau, Pastken und Jonoken das Land und den See „zu ewigem Besitz“ erhielten. Am 27. Juni 1476wurde das nach dem 13-jährigen Ständekrieg wüst liegende Dorf dem Nikolaus Koptz verschrieben.
Im Jahre 1820 hatte Leynau 157 Einwohner, bei der Volkszählung am 3. Dezember 1861 wurde 24 Wohngebäude bei 226 Einwohnern genannt.
Als 1874 der Amtsbezirk Klaukendorf (polnisch Klewki) im ostpreußischen Kreis Allenstein gebildet wurde, wurde Leynau eingegliedert. Die Zahl der Einwohner belief sich im Jahre 1910 auf 203.
Am 17. Oktober 1928 wurde das Etablissement Kolpacken, bisher dem Amtsbezirk Kellaren (polnisch Kielary) zugehörig, ein Wohnplatz von Leynau. Die Einwohnerzahl belief sich 1933 auf 221 und 1939 auf 262.
Kurz zuvor, nämlich am 3. Juni – amtlich bestätigt am 16. Juli – 1938, erhielt Leynau aus politisch-ideologischen Gründen der Abwehr fremdländisch erscheinender Ortsnamen die Umbenennung in „Leinau“.
Als 1945 in Kriegsfolge das gesamte südliche Ostpreußen an Polen abzutreten war, erhielt Leinau die polnische Namensform „Linowo“. Heute ist der Ort in die Landgemeinde Purda (Groß Purden) im Powiat Olsztyński (Kreis Allenstein) eingegliedert und war somit von 1975 bis 1998 der Woiwodschaft Olsztyn, und ist seither der Woiwodschaft Ermland-Masuren zugehörig.

### Linowo (Osada)
Über die Geschichte der Siedlung Linowo liegen keine Belege vor. Möglich ist, dass der Ort erst nach 1945 entstand, denn es fehlen auch Hinweise auf eine frühere deutsche Ortsbezeichnung.

## Kirche
Bis 1945 war Leynau bzw. Leinau in die evangelische Kirche Allenstein in der Kirchenprovinz Ostpreußen der Kirche der Altpreußischen Union, außerdem in die römisch-katholische Kirche Klaukendorf im damaligen Bistum Ermland eingepfarrt.
Heute gehören das Dorf und die Siedlung Linowo katholischerseits zur St.-Valentins-Kirche in Klewki, jetz im Erzbistum Ermland gelegen. Evangelischerseits sind die Orte in die Christus-Erlöser-Kirche Olsztyn eingegliedert, die nunmehr zur Diözese Masuren der Evangelisch-Augsburgischen Kirche in Polen gehört.

## Verkehr
Nach Linowo führt eine Straßenverbindung, die von Szczęsne (Schönwalde) nach Trękus (Groß Trinkaus) verläuft. Eine Anbindung an den Bahnverkehr besteht nicht. Von Linowo führt ein unwegsamer Landweg nach Linowo (Osada).